# Chámeza
Chámeza là một khu tự quản thuộc tỉnh Casanare, Colombia. Thủ phủ của khu tự quản Chámeza đóng tại Chámeza Khu tự quản Chámeza có diện tích 289 ki lô mét vuông. Đến thời điểm ngày 28 tháng 5 năm 2005, khu tự quản Chámeza có dân số 524 người.